# (5444) Gautier
(5444) Gautier es un asteroide perteneciente al cinturón de asteroides descubierto el 5 de agosto de 1991 por Henry E. Holt desde el Observatorio del Monte Palomar, Estados Unidos.

## Designación y nombre
Designado provisionalmente como 1991 PM8. Fue nombrado Gautier en honor de Daniel Gautier (n. 1936), científico principal en el Departamento de Investigación del Espacio en el Observatorio de París. Ha desempeñado un papel importante en el desarrollo de la investigación espacial europea en el espacio planetario. Su trabajo se refiere al origen del sistema solar a través del estudio de las atmósferas planetarias. Ha desempeñado un papel especialmente importante en la promoción de la ciencia planetaria en Francia, y su entusiasmo ha contribuido en gran medida al nivel de excelencia actual de la comunidad planetaria francesa.

## Características orbitales
Gautier está situado a una distancia media del Sol de 2,377 ua, pudiendo alejarse hasta 2,746 ua y acercarse hasta 2,007 ua. Su excentricidad es 0,155 y la inclinación orbital 0,759 grados. Emplea 1338,90 días en completar una órbita alrededor del Sol.

## Características físicas
La magnitud absoluta de Gautier es 13,9. Tiene 4,994 km de diámetro y su albedo se estima en 0,253. 